# Anti Fitness Club
Az Anti Fitness Club (rövidítve AFC) egy magyar rockzenekar, amely 2002-ben alakult és 2015 decemberében oszlott fel. Elsősorban és eleinte a lázadó emo rock-zenével kedveltette meg a fiatal rajongókat, későbbiekben vegyes hangszerelésű stílusváltás jelent meg a zenekar életében.

## Története
A 2002-ben alakult Anti Fitness Club több EP-jével hamar kivívta a punk rock közönség elismerését. Többek között a Macskanadrág, valamint a Prosectura társaságában is turnéztak országszerte, és a MySpace-generáció egyik legnépszerűbb magyar csapatává váltak.[forrás?]
2007 novemberében debütált első klipjük, a „Még vár ránk ez a Föld!”, ami valódi áttörést hozott a zenekar számára. A sikerek folytatódtak a következő videóklipekkel, valamint a 2008-ban megjelent első albumukkal, mely mindössze négy nap eladási adatai alapján a hatodik helyen debütált a MAHASZ listáján, Madonna és Ákos aktuális kiadványa közé ékelődve, ami egy elsőlemezes előadó számára óriási eredmény. Lemezbemutató koncertjük alkalmával megtöltötték a Petőfi Csarnokot, így kézzelfoghatóvá tették, hogy képesek valódi tömegeket megmozgatni.
A legrangosabb hazai díjátadókról kezdetben az év felfedezettjeként, később az év együtteseként távozhattak győztesként.
2009-ben jelent meg második nagylemezük, „LéleKzet” címmel, melyet a Wigwam Rock Klubban mutattak be, szintén teltház előtt.
Videóklipjeiket a zenetévék rotációban játsszák – az „Angyal” című dalhoz készített kisfilm több mint 7 hónapig tanyázott a VIVA toplistáján, és a Kecskeméti Animációs Filmfesztiválon a szakma elismerését is elnyerte.
2010-ben az MTV Ikon rendezvénysorozaton Ákos munkássága előtt tisztelegve, a rock-ikon személyes kérésére fogalmazták újra két slágerét.
Számos alkalommal kaptak meghívást a határon túlról is, többek között a bécsi Dunauinselfesten is nagy sikerrel léptek színpadra angol nyelvű műsorukkal.
A kezdetektől fogva igyekeztek felhívni a figyelmet a környezetvédelem fontosságára. 2011-ben, a Föld napja alkalmából akusztikus gerilla-koncertet tartottak a Margit-szigeten több száz rajongó előtt, akik kizárólag a zenekar online felületein értesülhettek az eseményről.
2012-ben jelent meg harmadik, „Metamorphosis” című albumuk, melynek látványos lemezbemutató koncertjét szintén a PeCsában tartották, évek óta kitartóan lelkes rajongótáboruk előtt. Az album egyértelműen legsikeresebb dala a Mennyország, ami már több, mint 3 milliós nézettséget tudhat magáénak, ezzel a zenekar talán legsikeresebb és legismertebb dalává lett.
2013-ban több fesztiválra is meghívót kaptak, többek között az igen neves VOLT Fesztivál színpadján is megfordultak, ahol 2014-ben is felléphettek. Ez év legvégén megjelent a Tripolar című három számos EP-jük, amiről a Lábnyom című slágerhez videóklipet is készítettek. A kislemezről egyértelműen az előbb említett dal kapta a legnagyobb elismerést és figyelmet, ugyanis több rádió is játssza a dalt még napjainkban is.

### Feloszlása
A zenekar tagjai, bár változatlanul sikeresnek tartják, 2015 végén mégis a feloszlás mellett döntöttek. Az énekes, Tomi, új zenekart kíván alapítani, teljesen más stílusban. Búcsúkoncertjük 2015. december 28-án volt a Dürer Kertben, ahol megtöltötték a Dürer Kertet.

## Tagok
- Molnár Tamás (Budapest, 1987. december 2.) – ének, gitár, billentyűs hangszerek (2002–2015)
- Fekete Balázs (Vác, 1987. április 15.) – dobok (2002–2015)
- Varsányi Miklós (Budapest, 1985. október 15.) – basszusgitár (2002–2015)
- Wagner Emil – vendég zenész 2013. novembertől (gitár)

## Diszkográfia

### Albumok
| Év   | Album                                                     | Legmagasabb helyezés | Minősítés |
| Év   | Album                                                     | MAHASZ Top 40        | Minősítés |
| ---- | --------------------------------------------------------- | -------------------- | --------- |
| 2008 | Anti Fitness Club - stúdióalbum - Megjelenés: 2008        | 6                    |           |
| 2009 | LéleKzet - stúdióalbum - Megjelenés: 2009. november 9.    | 2                    |           |
| 2012 | Metamorphosis - stúdióalbum - Megjelenés: 2012. május 19. |                      |           |

### Videóklipek
- 2007 – Még vár ránk ez a Föld
- 2008 – Többet érsz
- 2008 – Miért hazudom
- 2009 – Bárhogy szeretnéd
- 2009 – Mi a szívemen, a számon feat. Tóth Gabi
- 2010 – VIVA Comet Allstars – Ha zene szól (csak Tomi)
- 2010 – Angyal
- 2011 – Végső kiáltás
- 2011 – Más ölel át
- 2012 – Till The World Ends (Britney Spears feldolgozás)
- 2012 – Mennyország
- 2012 – Kötéltánc
- 2013 – Jégvirág
- 2013 – Lábnyom

### Feldolgozott számok (coverek)
- 2008 – Good Charlotte – River
- 2008 – Fall Out Boy – Thanks for the memories
- 2008 – Fall out Boy – Dance, dance
- 2009 – Sugababes – About you now
- 2009 – Katy Perry – I kissed a girl (A Királynő vendégfellépő)
- 2009 – Kistehén Tánczenekar – Szájbergyerek (Csillag születik vendégfellépő)
- 2010 – Ákos – Majom a ketrecben (MTV icon vendégfellépő)
- 2010 – Friends főcímdal (Jóbarátok) – I'll there for you
- 2010 – Ákos – Ennyi nem elég (MTV icon vendégfellépő)
- 2011 – Hernádi Judit – Soha se mondd (X-Faktor vendégfellépő)
- 2011 – Rihanna ft. Eminem – Love the way
- 2011 – Ne-Yo – Beautiful monster
- 2011 – Maroon 5 – Moves like Jagger (X-faktor vendégfellépő)
- 2012 – Britney Spears – Till the world ends (SzerencseSzombat vendégfellépő)
- 2012 – Depeche Mode – Enjoy the silence
- 2013 – Muse – Feeling good
- 2013 – Nine Inch Nails – Hand that feeds
- 2013 – Loreen – Euphoria (A Dal 2013 vendégfellépő)
- 2014 – Awolnation – Sail

### Slágerlistás dalok
| Év                 | Dal                                              | Legmagasabb helyezés | Legmagasabb helyezés   | Legmagasabb helyezés | Legmagasabb helyezés | Legmagasabb helyezés         | Legmagasabb helyezés | Album             |  |  |
| Év                 | Dal                                              | VIVA Chart           | MAHASZ Editors' Choice | MAHASZ Rádiós Top 40 | MAHASZ Dance Top 40  | MAHASZ Single (track) Top 10 | EURO 200             | Album             |  |  |
| ------------------ | ------------------------------------------------ | -------------------- | ---------------------- | -------------------- | -------------------- | ---------------------------- | -------------------- | ----------------- |  |  |
| 2008               | Még vár ránk ez a Föld                           | 4                    |                        |                      |                      |                              |                      | Anti Fitness Club |  |  |
| 2008               | Többet Érsz                                      | 1                    |                        |                      |                      |                              |                      | Anti Fitness Club |  |  |
| 2008               | Miért hazudom                                    | 1                    |                        |                      |                      |                              | 170                  | Anti Fitness Club |  |  |
| 2009               | Bárhogy szeretnéd                                | 1                    |                        |                      |                      |                              |                      | Anti Fitness Club |  |  |
| 2009               | Mi a szívemen, a számon (Tóth Gabi vs. AFC Tomi) | 1                    |                        |                      |                      |                              |                      | LéleKzet          |  |  |
| 2010               | Angyal                                           | 1                    |                        |                      |                      |                              |                      | LéleKzet          |  |  |
| 2010               | Mennyország Kötéltánc                            | 1                    |                        |                      |                      |                              |                      |                   |  |  |
| 2012/2013          | Mennyország Kötéltánc                            | 1                    |                        |                      |                      |                              |                      |                   |  |  |
| 2012/2013          | Mennyország Kötéltánc                            | Összesítés           |                        |                      |                      |                              |                      |                   |  |  |
| 2012/2013          | Mennyország Kötéltánc                            | 1. helyezett számok  | 1. helyezett számok    | 6                    |                      |                              |                      |                   |  |  |
| 2012/2013          | Top 10-be bekerült                               | Top 10-be bekerült   | 5                      |                      |                      |                              |                      |                   |  |  |
| Top 40-be bekerült | Top 40-be bekerült                               | 5                    |                        |                      |                      |                              |                      |                   |  |  |

## Díjak és jelölések
- 2008 – BRAVO OTTO – az Év felfedezettje
- 2008 – VIVA Comet – a Legjobb új előadó
- 2008 – VIVA Comet – Legjobb videóklip (Még vár ránk ez a Föld) (jelölés)
- 2009 – Fonogram-díj – az Év hazai modern pop-rock albuma (jelölés)
- 2009 – Fonogram-díj – az Év hazai felfedezettje
- 2009 – VIVA Comet – Legjobb együttes (jelölés)
- 2009 – VIVA Comet – Legjobb videóklip (Miért hazudom) (jelölés)
- 2009 – BRAVO OTTO – Legjobb együttes
- 2009 – BRAVO OTTO – Legjobb videóklip (Miért hazudom)
- 2009 – BRAVO OTTO – Legjobb album (Anti Fitness Club) (jelölés)
- 2010 – Fonogram díj – Az év hazai modern pop-rock albuma (LéleKzet) (jelölés)
- 2010 – BRAVO OTTO – Az év magyar együttese
- 2010 – BRAVO OTTO – Az év magyar videóklipje (Mi a szívemen, a számon) (jelölt)
- 2010 – VIVA Comet – Legjobb együttes
- 2011 – BRAVO OTTO – Az év magyar együttese
- 2011 – BRAVO OTTO – Az év magyar videóklipje (Angyal) (jelölt)
- 2012 – BRAVO OTTO – Az év magyar együttese (jelölés)
- 2012 – VIVA Comet – Az év magyar együttese (jelölés)
- 2012 – BRAVO OTTO – Az év dala (Más ölel át)
- 2013 – BRAVO OTTO – Az év együttese (jelölés)
- 2013 – VIVA Comet – Az év együttese (jelölés)
- 2014 – BRAVO OTTO – Az év együttese (jelölés)